# Umberto Margiotta
Umberto Margiotta (Capurso, 4 giugno 1947 – Verona, 28 agosto 2019) è stato un pedagogista italiano.
Fu professore ordinario di Pedagogia Generale presso l'Università di Venezia. Coordinò ricerche internazionali riguardanti la qualità dell'istruzione e dell'educazione e i relativi indicatori, progetti di ricerca sull'apprendimento degli adulti e i criteri di valutazione esterna dei sistemi scolastici. È stato socio della SIPED (Società Italiana di Pedagogia).

## Biografia
A 22 anni (1969) si laureò in Filosofia presso l'Università di Bari con una tesi su Vorlesungen ùber die Logik di Immanuel Kant. Alla fine dello stesso anno ottenne una borsa di studio del CNR e si specializzò nel 1972 in Logica, con una ricerca sulla Storia della Logica da Filippo Melantone a Gottfried Wilhelm von Leibniz, presso diverse università della Germania (Monaco di Baviera, Heidelberg, Munster (Bassa Sassonia). Seguendo l'orientamento di Hans Georg Gadamer, dell'università di Heidelberg continuò la ricerca nella investigazione della formazione come logica della vita. Di questo filosofo tradusse in italiano nel 1973, per la Marietti editore, il saggio Ermeneutica e metodica universale. 
Nel 1974 iniziò ad insegnare all'Università Ca' Foscari di Venezia e si trasferì a Mirano. Presso l'Università veneziana fu Delegato del Rettore (1997-2000) per la Formazione a distanza e Pro Rettore alla Formazione permanente e all'insegnamento a distanza. Dal 2003 fu  il coordinatore scientifico del Master Universitario di Iº livello in Formazione dei Formatori. Nel 2004  partecipò come rappresentante italiano al processo di riforma internazionale dei sistemi di istruzione superiore dell'Unione europea, definito Processo di Bologna. Fu (2004-2005) il Coordinatore delle procedure di valutazione del Baccalaureato Europeo a Bruxelles. Dal 2005 fu il Coordinatore del Dottorato in Scienze della Cognizione e della Formazione. Fu (2005-2009) Pro Rettore per il Coordinamento generale della didattica e delle attività a favore degli studenti.

## Incarichi nazionali
Nel 1987 ha fondato e diretto fino al 1990 il CIRED (Centro Interfacoltà per la Ricerca Educativa e Didattica).
Dal 1987 al 2001 ha collaborato con la Polizia di Stato per la riforma del loro sistema formativo.
Dal 1991 al 1996 è stato Presidente del CEDE (Centro Europeo dell'Educazione) che, istituzionalmente ha preceduto l'attuale INVALSI (Istituto nazionale per la valutazione del sistema dell'istruzione), presso la sede di Villa Falconieri di Frascati.
Dal 1999 al 2008 ha diretto la SSIS (Scuola di Specializzazione per la formazione degli insegnanti Secondari) del Veneto.. 
Dal 2001  partecipò all'attività della Fondazione nazionale Carlo Collodi, prima come componente permanente nel Consiglio generale e dal 2007 nel Comitato direttivo.
Nel 2003 ideò e organizzò il laboratorio Univirtual, del quale fu il coordinatore scientifico,  la struttura universitaria del CISRE (Centro Internazionale di Studi sulla Ricerca Educativa e la Formazione Avanzata) per la valorizzazione virtuale dell'offerta formativa delle diverse università del Triveneto.
Dal 2004 fino alla morte è stato il Presidente della SIREF (Società scientifica Italiana per la Ricerca Educativa e
Formativa)..
Nel 2010 fu Presidente della Conferenza Nazionale Universitaria per la formazione degli Insegnanti
Dal 2011 fino alla morte coordinò, per conto delle Università di Bolzano, Enna, Padova, Lecce, Milano Cattolica, Reggio Emilia, Venezia, il PRIN (Progetto di Rilevante Interesse Nazionale) 2009 emesso dal MIUR per la valutazione della qualità e produzione scientifica delle ontologie pedagogiche.
Fu revisore dal novembre 2011 dell'ANVUR per le procedure del progetto di Valutazione della Qualità della Ricerca (VQR) 2004-2010 per l'ambito pedagogico.
Dal 2011 fu consigliere scientifico dell'Istituto Reuven Feuerstein di Gerusalemme. A partire dalla primavera 2012 fu  nel board della International Feuertesin Academy, con la responsabilità specifica sulla formazione dei formatori.

## Incarichi internazionali
Nell'ambito dell'attività dei rapporti tra l'Università di Ca' Foscari e l'Unione Europea, dal 2004 al 2008,fu  il direttore scientifico, project leader e coordinatore del progetto Europeo Miforcal (Master interuniversitario per la formazione degli insegnanti di qualità), una cooperazione internazionale tra istituzioni di istruzione di livello superiore. L'obiettivo del progetto fu quello di preparare formatori e docenti della scuola secondaria agendo nel contesto culturale locale, attraverso una rete interuniversitaria europea e latinoamericana definita ALFA (América Latina - Formación Académica). Il progetto  coinvolse dieci università dei seguenti Stati: Italia (capofila), Argentina, Brasile, Paraguay, Spagna, Portogallo.
Tra le molte iniziative di collaborazione dell'Università di Venezia con l'Unione Europea, Margiotta  coordinò:
- nel 2007 il progetto LE.TH.E (Learning Through Emotions) del programma Socrate Comenius – European Cooperation on School Education. Un progetto per lo studio dell'intelligenza emotiva.[10]

- nel 2008 il progetto di ricerca PERMIT (Promote Education and Reciprocal Understandind through Multicultural Integrated Teaching) che aveva come capofila l'università Yildiz Tecknik Universitesi di Istanbul, Turchia. Un progetto per la promozione del dialogo della società civile tra la UE e la Turchia.[11]

## Monografie
- 1970. La genesi della logica trascendentale in Kant, Bari, Adriatica
- 1972. Kant e la formazione dell’uomo moderno, Roma, Signorelli
- 1973. H.G. Gadamer, Ermeneutica e metodica universale, (traduzione, .cura e commento), Torino, Marietti
- 1973 - Marx.Engels, Il manifesto del Partito comunista, (traduzione, cura e commento) Torino
- 1973 A. Agostino, De Magistro (traduzione, cura e commento), Roma, Gremese
- 1974. Giuseppe Lombardo Radice: Tra attualità pedagogica ed irresoluzione storica, Reggio Calabria, Parallelo 38
- 1975. La formazione dei lavoratori italiani, Roma, Bulzoni
- 1979. Razionalità e condotta: studi sulla genesi dello spazio educativo, Treviso, SIT
- 1979. (in collaborazione con Raffaele Laporta), I nuovi Programmi della scuola media. Guida all’innovazione didattica e all’educazione democratica, Marsilio, Venezia
- 1984. (in collaborazione con A. Augenti) Verso un sistema di orientamento. Dalla sperimentazione all'innovazione, Rimini, Maggioli,
- 1985. Tecnologia e creatività in classe, Rimini, Maggioli
- 1987. Leibniz, Confessio philosophi: dialogo sulla libertà umana e sulla giustizia divina, Venezia, Cà Foscarina, (trad., cura e commento)
- 1987. La continuità educativa nella scuola di base. Metodologie e formazione, Maggioli, Rimini, . 1986 – Informatica e apprendimento. L’integrazione del computer nella didattica, Roma, Armando
- 1987. (in collaborazione con Vittorio Citti), Insegnare l'antico, Atlantica Editrice, Foggia
- 1988. Valutazione di sistema e autoanalisi d'Istituto, IRRSAE Emilia-Romagna, Cappelli, Bologna.
- 1989. L'informatica per la didattica. (10 volumi in cofanetto) Courseware in autoistruzione e multimediale per docenti e formatori, PAGUS, Treviso.
- 1989. (in collaborazione con P. Balboni, M. Bertolini, G. Mengon), In classe con i nuovi programmi: proposta di curricolo per la seconda classe della scuola elementare, Trento, Provincia Autonoma Servizio Istruzione,
- 1989. (in collaborazione con G. Trentini), Culture organizzative e formazione, FrancoAngeli, Milano.
- 1991. La valutazione scolastica del sistema formativo nella scuola elementare, Roma, AIMC
- 1994. I condizionamenti culturali nei processi di apprendimento, IEI, Roma
- 1995. Qualità dell'istruzione e valutazione di sistema, Repubblica S. Marino
- 1995. Monitoraggio della sperimentazione del biennio Brocca. Risultati ed analisi. CEDE, Roma.
- 1995. Metodologia della ricerca valutativa. Un quadro comparato dei metodi, dei processi e dei risultati, CEDE, Roma
- 1996. Valutazione del sistema scolastico e qualità dell'istruzione, CEDE, Villa Falconieri, Frascati,
- 1997. Riforma del curricolo e formazione dei talenti, Armando, Roma,
- 1997. Pensare in rete. La formazione del multialfabeta, CLUEB, Bologna,
- 1997, Pensare la formazione, Venezia. Roma, Armando, Roma,
- 1998, Pragmatica della formazione, Armando, Roma,
- 1998, L’Insegnante di qualità: valutazione e performance, Armando, Roma,
- 2003, Pedagogia. Teoria della formazione. Modelli e modellizzazione nella costruzione della formazione, CLUEB, Bologna
- 2003, La scuola dei talenti. Modularità didattica e Modulazione degli apprendimenti, Armando Editore, Roma,
- 2003, Atlante storico dell’educazione. I processi formativi della cultura occidentale. De Agostini, Milano
- 2005 - J. Dewey, Liberalismo e azione sociale, (traduzione, commento e cura), Pensa Lecce,
- 2005 - (a cura di con P. Balboni) Progettare l'università virtuale. Comunicazione, tecnologia, progettazione, modelli ed esperienze, Utet Libreria,
- 2006 - Pensare la formazione, Milano, Bruno Mondadori
- 2006 - (con G. Tortrici), L’alternanza scuola.lavoro. I significati, la progettazione, gli scenari, Rete scuole Sicilia, Catania
- 2007 - Professione docente, Pensa, Lecce,
- 2007, Insegnare nella Società della conoscenza, Pensa, Lecce
- 2007, Genealogia della Formazione, vol. I, Editrice Cafoscarina, Venezia
- 2007, (con G.Porrotto) Primo Rapporto sulla ricerca educativa in Italia, Mazzanti Venezia.
- 2007, (con R. Fini), Il filosofo e il facchino. Università e ricerca nella formazione del capitale umano, Mozzanti editore, Venezia
- 2007, (con P. Zuppa e S. Calabrese) Pietra che cammina. Diventare comunità oggi, Vivere In, vol. 2, Roma, pp. 590.
- 2008, Teoria e processi della valutazione, Pensa, Lecce
- 2008, Metodologia della ricerca educativa e formativa, Pensa, Lecce,
- 2008, Interdisciplinarità. Un’idea di Università per il XXI secolo, EditriceCafoscarina, Venezia
- 2008, Il capitale formativo. Formazione continua e generazione di valore, Bruno Mondadori, Milano,
- 2008, Genealogia della Formazione Vol. II, Venezia, Editrice Cafoscarina
- 2008, Competenze e legittimazione nei processi formativi, Pensa, Lecce
- 2008, (con Paolo Balboni) Formare on line i docenti di Lingue e Italiano L2, Utet, Torino.
- 2008 (con Irina di Vora) Ripensare Gramsci. Fra idealismo, pragmatismo e filosofia della prassi, Pensa, Lecce,
- 2010, (a cura di) Abilitare la professione docente, Esiti occupazionali e differenziale professionale degli specializzati SSIS Veneto. Pensa, Lecce,
- 2011, The Grounded Theory of Teaching, Pensa, Lecce,
- 2011, (editor) The Changing Mind. From neuroplasticity to cognitive modifiability, Pensa, Lecce
- 2011, (con R. Minello) Poiein. La pedagogia e le scienze della formazione, Pensa Lecce,
- 2011, (con Gino Dalle Fratte), Pedagogia, scienza prima della formazione. Un Manifesto., Pensa, Lecce,
- 2011, (con F. Frabboni e M. Baldacci), Trattato Europeo della Formazione. Gli scenari, Le opzioni, Le contraddizioni, Bruno Mondadori, Milano,
- 2012, (a cura di) La Pedagogia. Scienza prima della formazione, Pensa, Lecce
- 2015 Teoria della formazione - Ricostruire la pedagogia - Carocci Editore ISBN 9788843077120

## Attività editoriali
Oltre ad avere una vasta bibliografia, (), diresse per diversi  anni le seguenti collane editoriali per
- l'editore Armando – Roma: Formazione e sviluppo e Classici della Pedagogia.
- per CLUEB editore - Bologna: Riforma dell'Educazione. Saggi di Pedagogia Fondamentale (con Franco Bochicchio, professore ordinario all'Università di Bologna) .
- FrancoAngeli editore - Milano: Le scienze dell'apprendimento. Cognizione e Formazione .

Fu direttore  inoltre, per conto del l'editore Pensa Multimedia – Lecce, le riviste: La Società formativa e Formazione & Insegnamento .
Fu  coautore (con i professori Franco Frabboni (Università di Bologna) e Massimo Baldacci (Università di Urbino) dell'opera Longlife / Longwide Learning - Per un Trattato Europeo della Formazione edita da Bruno Mondadori Editore – Milano in lingua italiana, francese, spagnola, inglese e tedesca

## Riconoscimenti
Il 1º aprile 2016 gli fu assegnato a Foggia il 3º premio nazionale di pedagogia dalla SIPED per la sua ultima monografia Teoria della formazione: ricostruire la pedagogia edita da Carocci editore nel 2015.

## La fondazione Margiotta
Al fine di continuare il suo progetto educativo nel 2020 è stata costituita una fondazione onlus con lo scopo  di organizzare attività culturali di interesse sociale con finalità formative ed educative.